# Jasmin Sports Hall
La Jasmin Sports Hall (in macedone Спортска Сала Јасмин?) è un palazzetto dello sport situato nella città di Kavadarci.